# St. Rochus (Rodder)

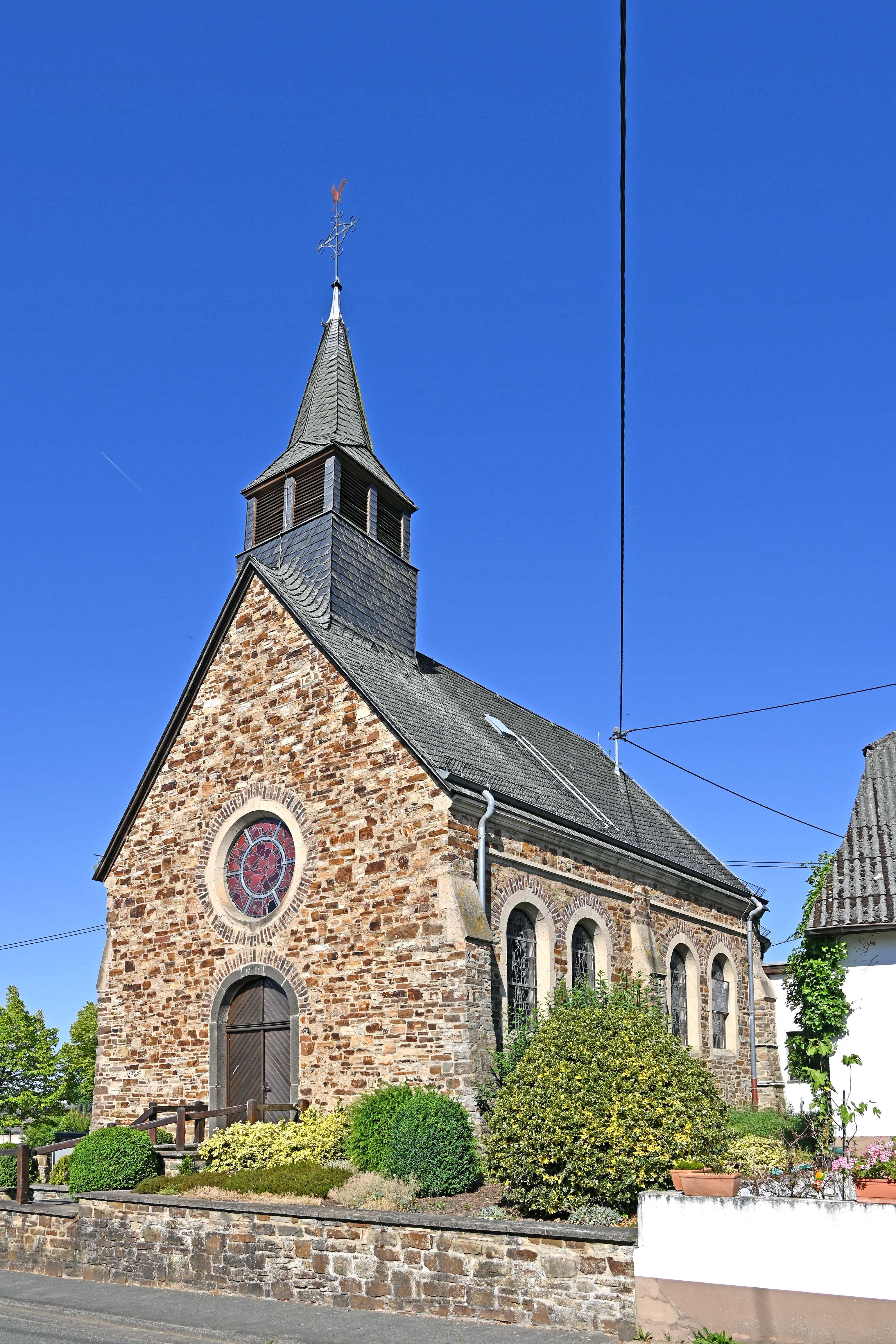
Kapelle St. Rochus in Rodder

Die katholische Kapelle St. Rochus in Rodder, einer Ortsgemeinde im Landkreis Ahrweiler in Rheinland-Pfalz, wurde 1907 errichtet. Sie befindet sich an der Hauptstraße 7 und ist ein geschütztes Kulturdenkmal. 

## Beschreibung
Eine Kapelle in Rodder wurde 1428 erstmals genannt. Beim Neubau der Kapelle im Jahr 1907 wurde die Lavaeinfassung des rundbogigen Portals mit der Jahreszahl 1745 wiederverwendet. Die aus Bruchstein errichtete Kapelle mit vier Achsen und einem eingezogenen Chor wurde in den letzten Jahren umfassend renoviert. Über dem Portal befindet sich ein Rundfenster und auf dem Dach sitzt ein rechteckiger Dachreiter, der von einer Wetterfahne bekrönt wird. Die zwei Glocken sind von 1481 und 1558. Strebepfeiler am Kirchenschiff und am Chor gliedern die Außenwand.

## Ausstattung

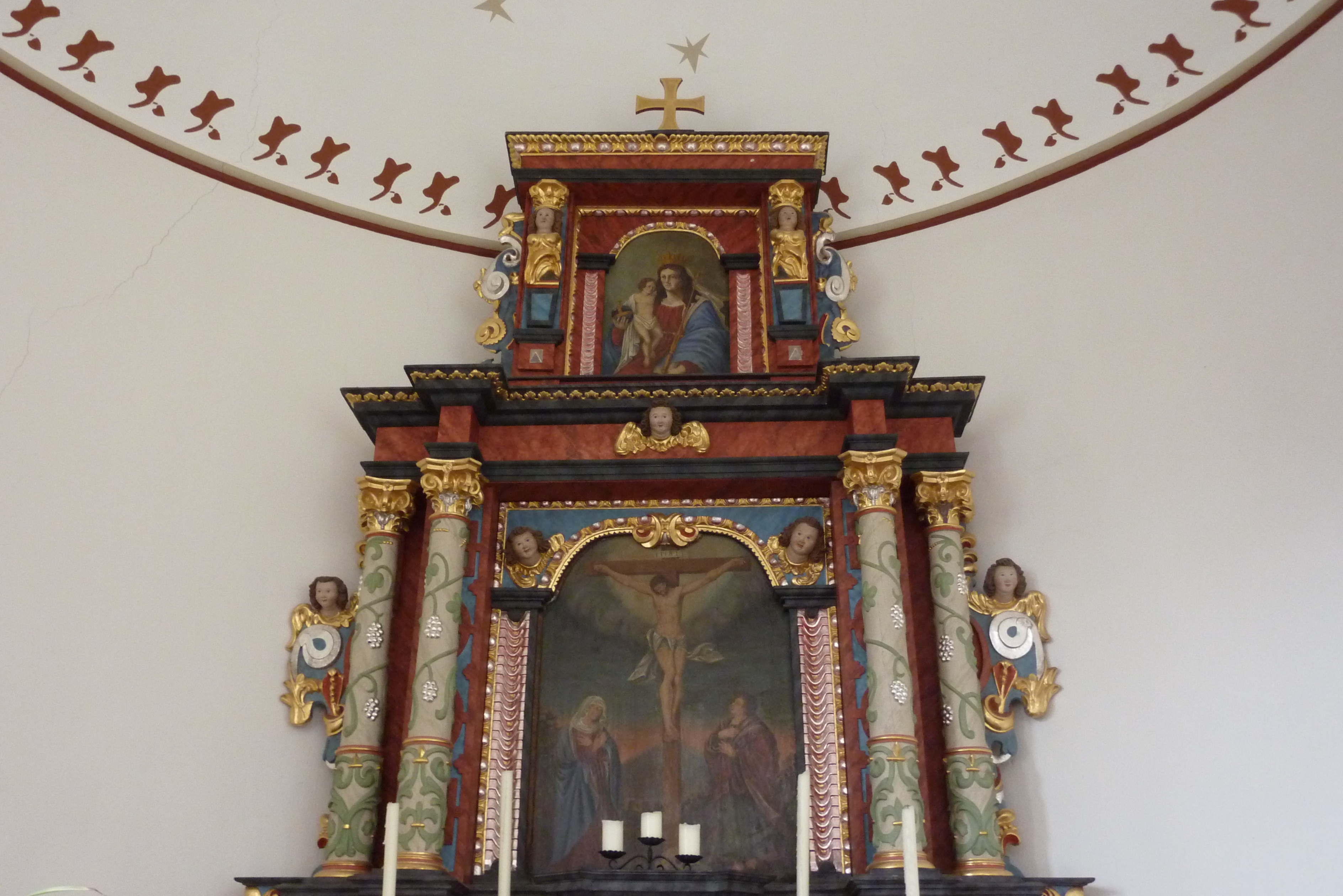
Barocker Altar aus dem 17. Jahrhundert

Aus der alten Kapelle wurde der barocke Holzaltar aus dem 17. Jahrhundert übernommen. In der Mitte befindet sich ein Gemälde mit der Darstellung der Kreuzigung Christi und darüber Maria als Himmelskönigin. Skulpturen des heiligen Rochus, dem die Kapelle geweiht ist, des heiligen Josef mit Kind, der Muttergottes Maria und des heiligen Quirinus stehen auf Konsolen im Schiff.   

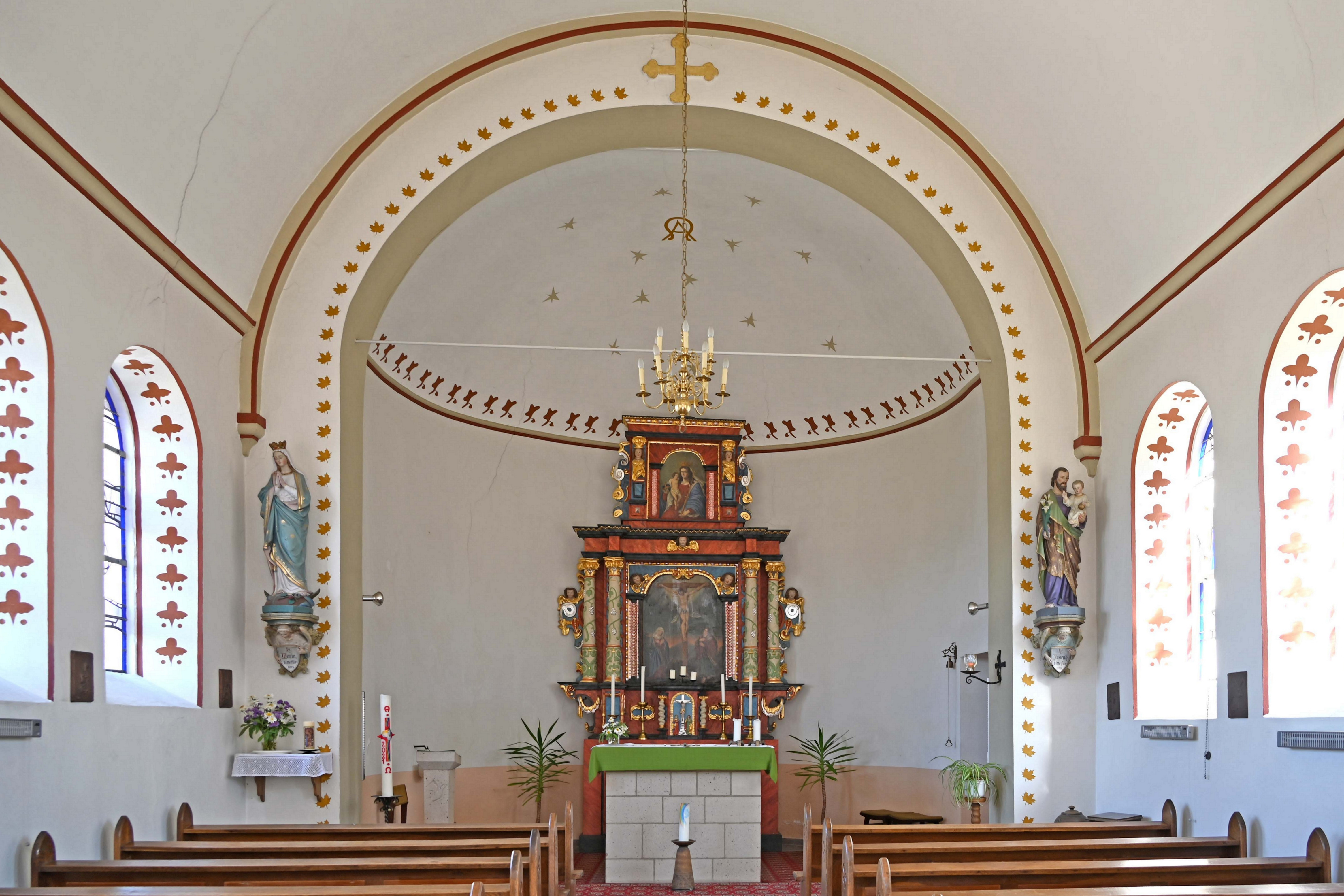
Innenraum
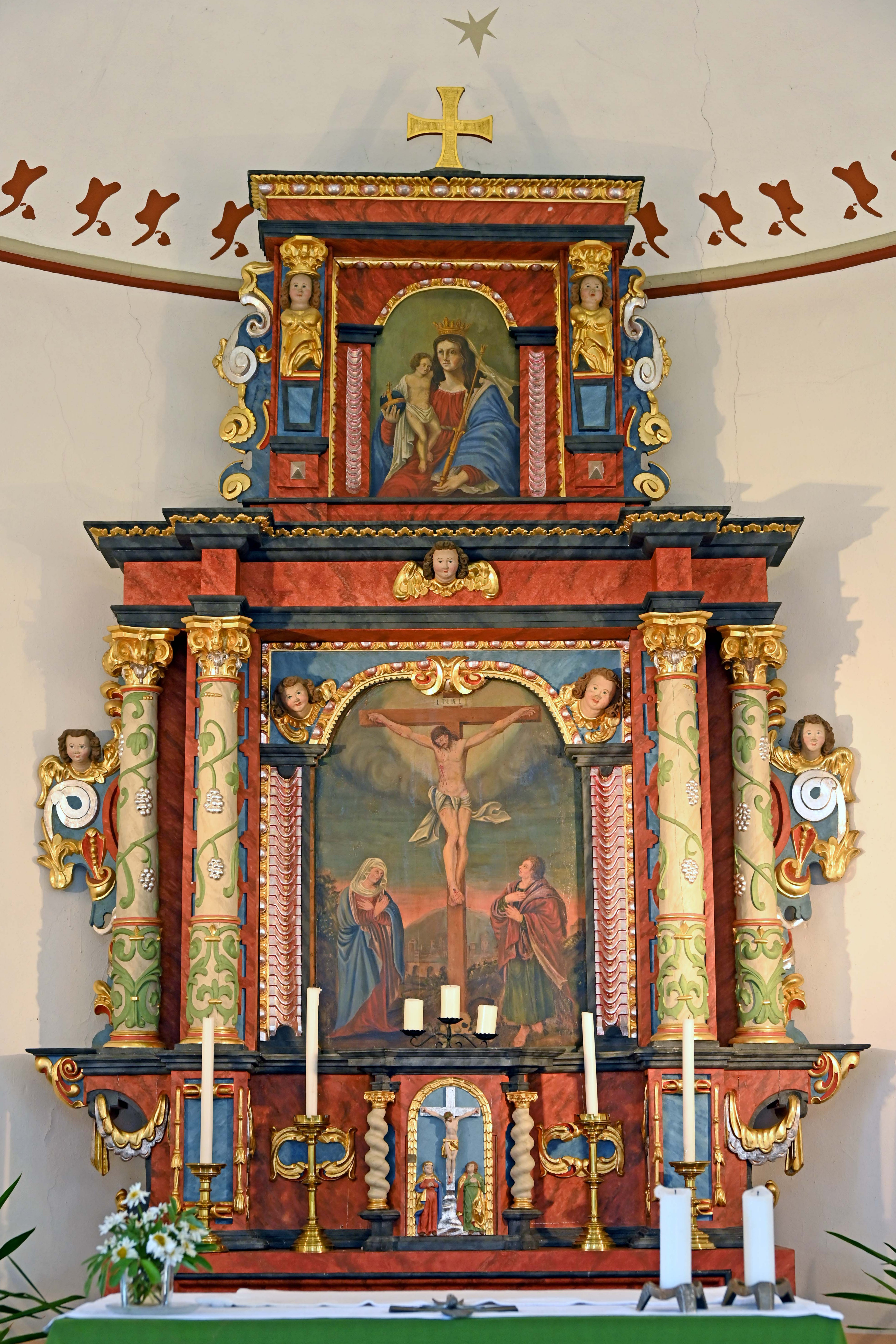
Barocker Hochaltar
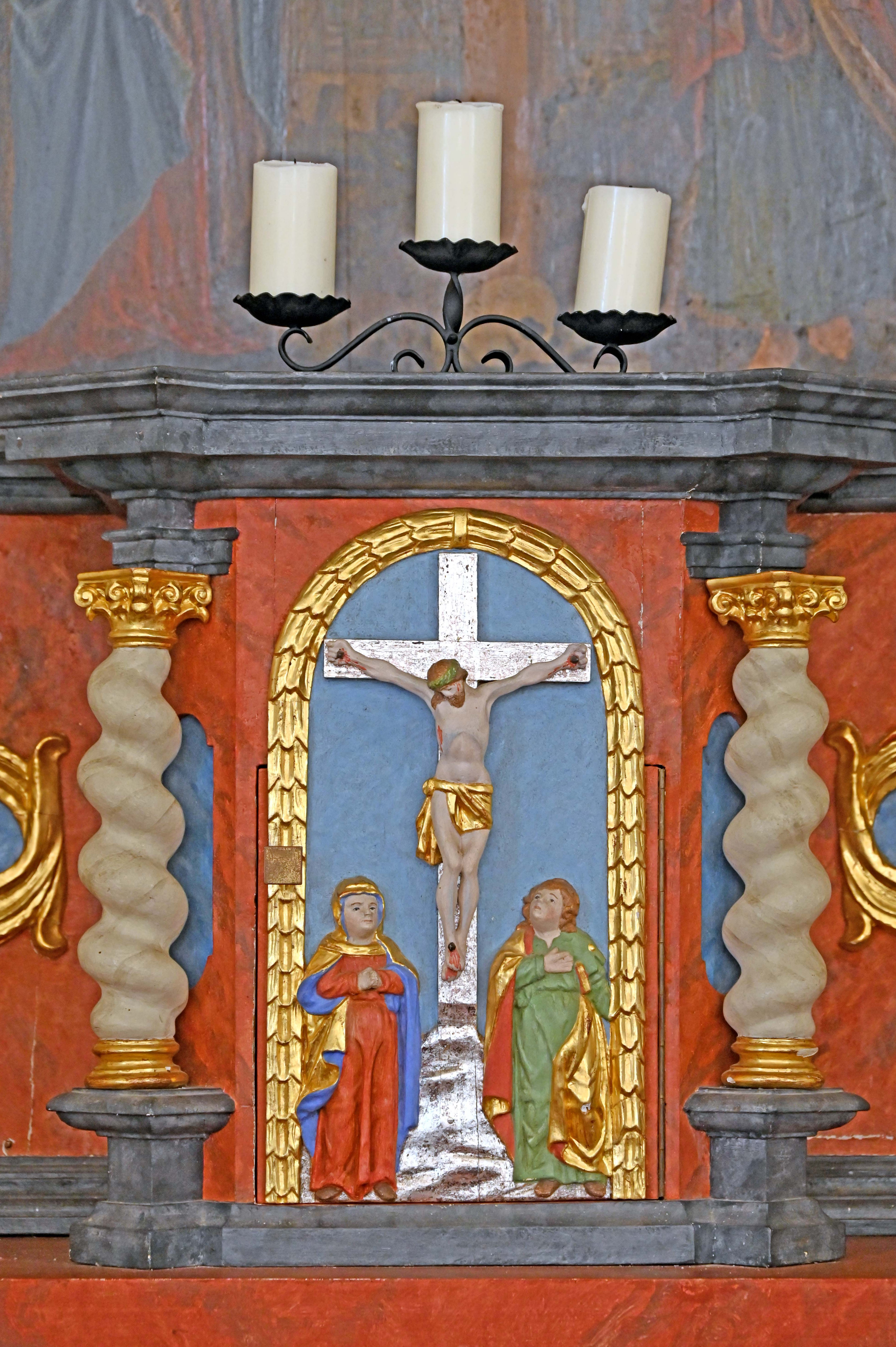
Tabernakel
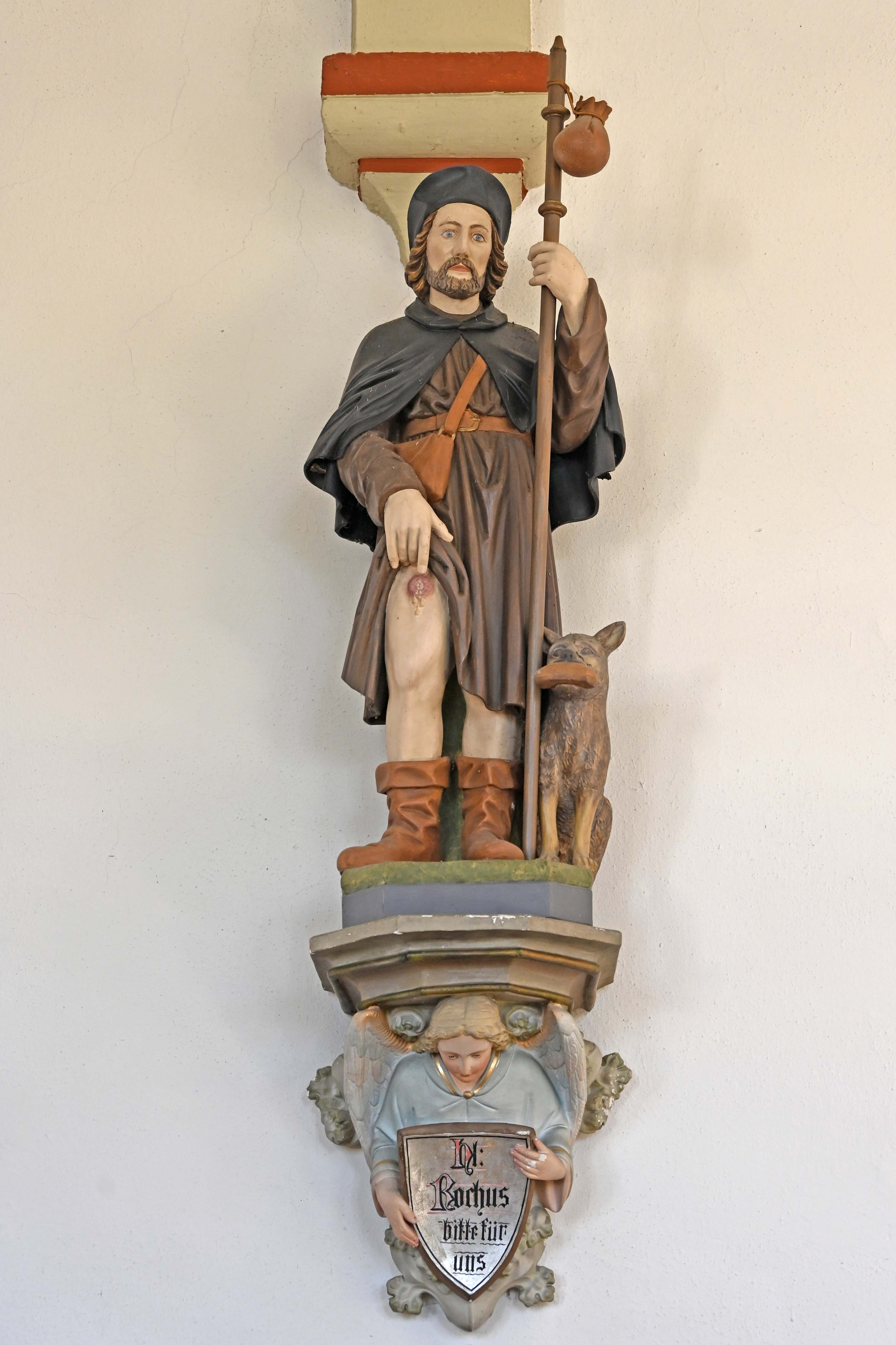
Statue St. Rochus
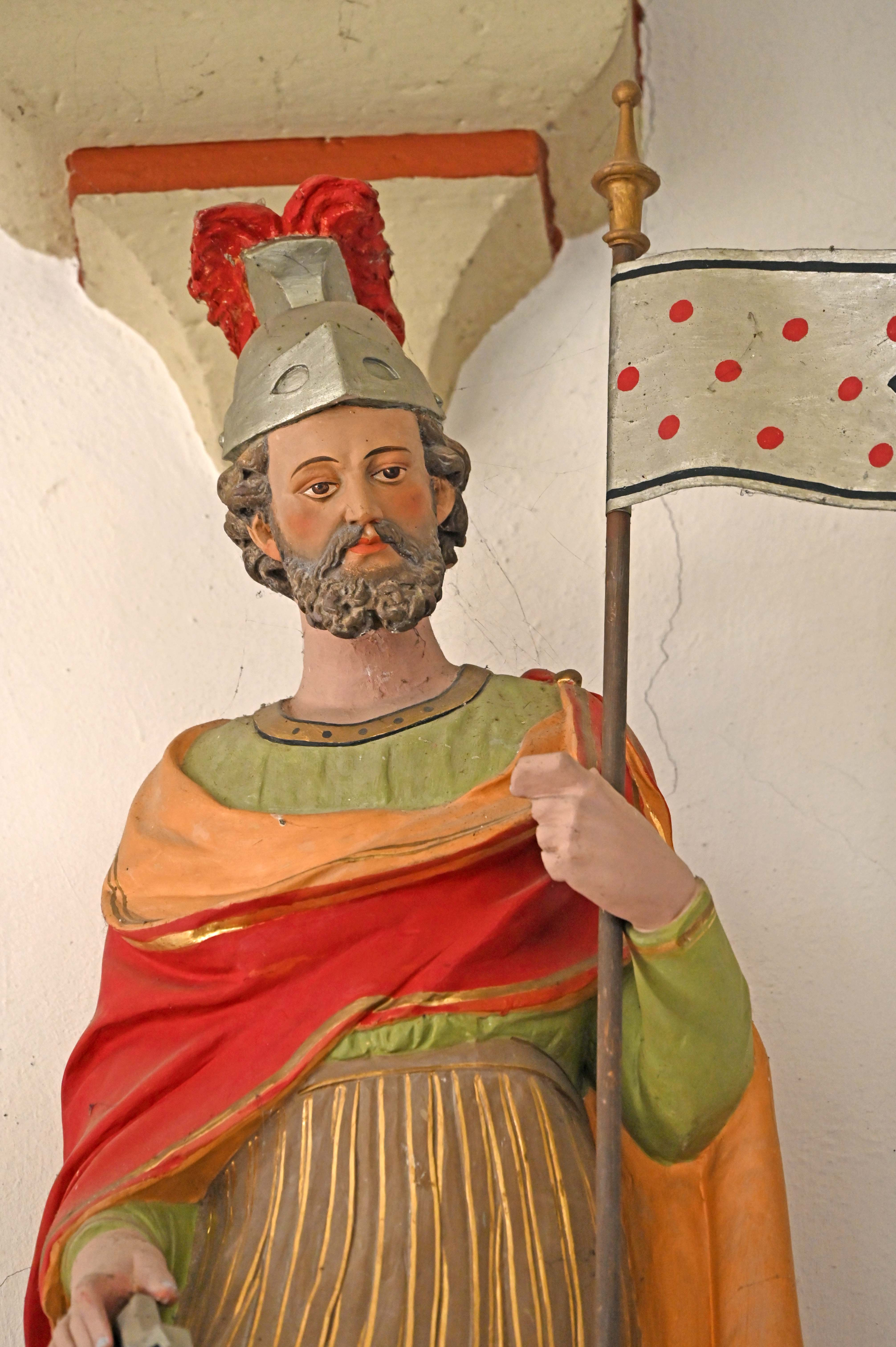
Statue St. Quirinus